# 磁戰棋
磁戰棋（Guess），是川崎晋在2009年推出的兩人棋類遊戲，特色是模擬磁極的相吸與相斥。

## 棋具
- 使用4*4*4六角格的棋盤。

- 棋子有藍、紅兩色，各十五枚。

- 玩家以藍或紅作代表色。

## 規則
- 玩家手上有十枚己方顏色的棋子，與敵方顏色的棋子。

- 每回合玩家必須依次作以下兩件動作：
  - 下子：輪流下一枚任何色的棋子，但不能下在邊界格。
  - 磁動：下子後，以此棋為中心檢視六方，將各方向最近的異色棋朝內移動直至遇到其他棋子；同色棋則朝外移動直至遇到其他棋子或邊界格。
    - 所有棋子移動後，若使四枚或以上同色棋子以任何方向相連，則該些棋子被移出棋盤不再使用，並紀錄是在邊界格或是非邊界格移出。

- 所有玩家下完棋子時，遊戲結束，開始算分，檢視己方顏色的棋子在何處：
  - 非邊界格，一枚得一分。
  - 邊界格，一枚扣一分。
  - 多分者勝。若分數平手，則代表色的棋子在邊界格被移除數量少者勝，若仍相同，代表色的棋子在非邊界格被移除的數量者勝，若都相同，則平手[1]。

## 外部連結
- 遊戲介紹 （页面存档备份，存于）